# Peperomia gayi
Peperomia gayi är en pepparväxtart som beskrevs av C. Dc.. Peperomia gayi ingår i släktet peperomior, och familjen pepparväxter. Inga underarter finns listade i Catalogue of Life.